# Wustrow, Mecklenburg-Vorpommern
Wustrow är en kommun och ort i Landkreis Mecklenburgische Seenplatte i förbundslandet Mecklenburg-Vorpommern i Tyskland.
Kommunen ingår i kommunalförbundet Amt Mecklenburgische Kleinseenplatte tillsammans med kommunerna Mirow, Priepert och Wesenberg.